# Nir Barkat
Nir Barkat (hebr.: ניר ברקת; ur. 19 października 1959 w Jerozolimie) – izraelski biznesmen i polityk, burmistrz Jerozolimy w latach 2008–2018, od 2019 poseł do Knesetu.
Jego ojciec, Zalman Barkat, był profesorem fizyki Uniwersytetu Hebrajskiego. Służył w brygadzie spadochronowej Sił Obronnych Izraela przez 6 lat, osiągając stopień majora.
Kariera Barkata zaczęła się w 1988 od uruchomienia firmy software'owej BRM, specjalizującej się w oprogramowaniu antywirusowym.
W styczniu 2003 utworzył partię Jeruszalajim Tacliach i wystartował w wyborach na burmistrza Jerozolimy, uzyskując 43% głosów, przegrywając z Urim Lupolianskim. 11 listopada 2008 zdobył 52% głosów, wygrywając wybory z Me’irem Poruszem. Pozostał na stanowisku do 2018.
W wyborach w kwietniu 2019 został wybrany posłem z listy Likudu.
29 grudnia 2022, po wyborach parlamentarnych, został mianowany ministrem gospodarki w trzydziestym siódmym rządzie Izraela. 